# Al-Muntasir

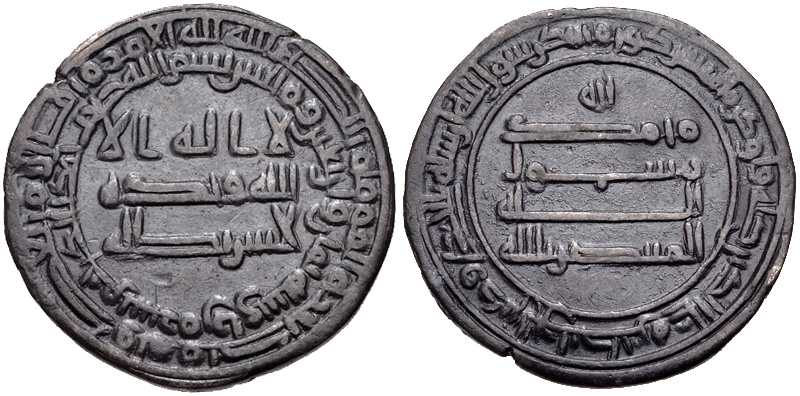
Dirhem des al-Muntansir, geprägt in Samarra

Abu Dscha'far Muhammad al-Muntasir bi-'llah (arabisch أبو جعفر محمد المنتصر بالله, DMG Abū Ǧaʿfar Muḥammad al-Muntaṣir bi-'llāh; * 837; gest. 25. Juni 862) war der elfte Kalif der Abbasiden (861–862). Bekannt war er unter seinem Thronnamen al-Muntasir bi-'llah (arabisch المنتصر بالله, DMG al-Muntasir bi-'llah, deutsch: der in Gott Siegreiche).
al-Muntasir kam 861 als Sohn von al-Mutawakkil (847–861) an die Macht, nachdem er seinen Vater durch eine Verschwörung mit türkischen Offizieren hatte stürzen und ermorden lassen. al-Mutawakkil hatte nämlich im Jahr 849/850 al-Muntasir, seinen ältesten Sohn, für die Nachfolge ausersehen, sich aber 861 für al-Muʿtazz, den zweiten Sohn, entschieden und al-Muntasir öffentlich und privat gedemütigt.
Mit diesem Umsturz begannen heftige Machtkämpfe am Kalifenhof in Samarra. Dabei waren die Abbasidenprinzen, die die Übernahme des Kalifenamtes anstrebten, selbst nur Spielball der verschiedenen Gruppierungen innerhalb des türkischen Militärs. al-Muntasir gab den türkischen Militärs, die ihm auf den Thron verholfen hatten, mehr politischen Einfluss; er gewann das Wohlwollen der ʿAliden-Familie, die er wieder in die Position einsetzte, die sie unter den Mutaziliten gehabt hatten. Der Erfolg dieser Regierungsmaßnahmen ist kaum abzuschätzen, da al-Muntasir schon nach sechs Monaten starb, vielleicht eines natürlichen Todes, vielleicht infolge einer von türkischen Militärs veranlassten Vergiftung.
Als Thronfolger wurde al-Mustain (862–866) von den Türken eingesetzt.